# Nouveau mouvement de reconstruction rurale
Le Nouveau mouvement de reconstruction rurale (新 建设 乡村; pinyin: Xin jianshè xiangcun) est un mouvement social et intellectuel en cours lancé en partie par Wen Tiejun, He Xuefeng et d'autres militants ou universitaires engagés à résoudre la crise qu'ils ont pu observer dans les zones rurales chinoises depuis la fin des années 1990 et le début du XXIe siècle. 
Dans les discours officiels, le « Mouvement de construction des nouveaux villages socialistes » peut parfois s'associer au Nouveau mouvement de reconstruction rurale.